# Sobrepeña
Sobrepeña, es un pueblo de Cantabria que pertenece al municipio de Valderredible, en Campoo. Se encuentra a 765 m s. n. m.  Dista 5 kilómetros de Polientes, la capital municipal. La población, en 2024 (INE), era de 11 habitantes.

## Paisaje y naturaleza
El pueblo de Sobrepeña recibe el nombre de un potente acantilado de arenisca cuya base lamen las aguas del Ebro que desde aquí desciende tranquilo en dirección este antes de cortar las loras burgalesas. Ni que decir tiene que las vistas que se obtienen desde aquí, en especial desde la zona de la iglesia, se encuentran entre las mejores de todo Valderredible, abarcando un área extensa que va desde las fértiles vegas de la parte baja del valle hasta las lomas montaraces de la parte norte, o desde los perfiles verticales de la Peña Camesía a las suaves ondulaciones de Valdelomar.

## Patrimonio histórico
El caserío de Sobrepeña configura un buen conjunto de arquitectura rural en el que despuntan los restos de una torre fuerte muy deteriorada y la iglesia de Santa Juliana, de estilo barroco del siglo XVII, con interesantes retablos del XVIII.
Celebra la festividad de Santa Juliana, el 28 de junio.